# Pakistans administrativa indelning

Pakistans provinser (med spansk stavning).

Pakistans administrativa indelning består av följande fyra provinser, två territorier och två speciella administrativa områden (båda i Kashmir). Dessa är vidare indelade i distrikt. 

## Provinser
|                                                  | Det här avsnittet innehåller inaktuella uppgifter och behöver uppdateras. (2020-04) Motivering: Nordvästra gränsprovinsen har bytt namn och de federalt administrerade stamområdena har fått ändrad status. Hjälp gärna Wikipedia att åtgärda problemet genom att redigera artikeln eller diskutera saken på diskussionssidan. |              |
| Provinser                                        | Distrikt och gränsområden | Huvudort     |
| Islamabads huvudstadsområde, territorium         | 1 |              |
| Nordvästra gränsprovinsen, provins               | 24 | Peshawar     |
| Punjab (Pakistan), provins                       | 35 | Lahore       |
| Sindh, provins                                   | 23 | Karachi      |
| Baluchistan, provins                             | 30 | Quetta       |
| Federalt administrerade stamområden, territorium | sju distrikt och sex gränsregioner | Peshawar     |
| Azad Kashmir, administrativt område              | 8 | Muzaffarabad |
| Gilgit-Baltistan, administrativt område          | 6 | Gilgit       |

## Pakistansdistrikt (efter provins)

### Islamabad

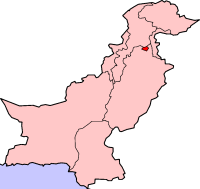
Islamabad.

- 1. Islamabaddistriktet

### Nordvästra gränsprovinsen(NWFP)
- 2.Chitral
- 3.Upper Dir
- 4.Lower Dir
- 5.Bunner
- 6.Swat
- 7.Shangla
- 8.Malakand
- 9.Kohistan
- 10.Batagram
- 11.Mansehra
- 12.Abbottabad
- 13.Haripur
- 14.Mardan
- 15.Swabi
- 16.Charsadda
- 17.Peshawar
- 18.Nowshera
- 19.Kohat
- 20.Hangu
- 21.Karak
- 22.Bannu
- 23.Lakki Marwat
- 24.D.I. Khan
- 25.Tank

### Punjab

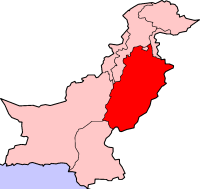
Provinsen Punjab.

- 26.Attock
- 27.Rawalpindi
- 28.Jhelum
- 29.Chakwal
- 30.Sargodha
- 31.Bhakkar
- 32.Khushab
- 33.Mianwali
- 34.Faisalabad
- 35.Jhang
- 36.Toba Tek Singh
- 37.Gujranwala
- 38.Hafizabad
- 39.Gujrat
- 40.Mandi Bahauddin
- 41.Sialkot
- 42.Narowal
- 43.Lahore
- 44.Kasur
- 45.Okara
- 46.Sheikhupura
- 47.Vehari
- 48.Sahiwal
- 49.Pak Pattan
- 50.Multan
- 51.Lodhran
- 52.Khanewal
- 53.D.G. Khan
- 54.Rajanpur
- 55.Layyah
- 56.Muzaffargarh
- 57.Bahawalpur
- 58.Bahawalnagar
- 59.Rahim Yar Khan

### Sindh

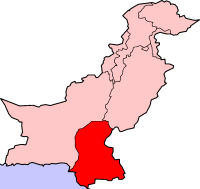
Provinsen Sindh.

- 60.Jaccobabad
- 61.Shikarpur
- 62.Larkana
- 63.Sukkur
- 64.Ghotki
- 65.Khairpur
- 66.Naushahro Feroze
- 67.Nawab Shah
- 68.Dadu
- 69.Hyderabad
- 70.Badin
- 71.Thatta
- 72.Sanghar
- 73.Mirpurkhas
- 74.Umerkot
- 75.Tharparkar
- 76.Karachi East
- 77.Karachi West
- 78.Karachi South
- 79.Karachi Central
- 80.Malir

### Baluchistan

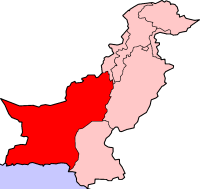
Provinsen Baluchistan.

- 81.Quetta
- 82.Pashin
- 83.Killa Abdullah
- 84.Chagai
- 85.LoraLai
- 86.Barkhan
- 87.Musakhel
- 88.Killa Saifullah
- 89.Zhob
- 90.Sibi
- 91.Ziarat
- 92.Kohlu
- 93.Dera Bughti
- 94.Jaffarabad
- 95.Nasirabad
- 96.Bolan
- 97.Jhal Magsi
- 98.Kalat
- 99.Mastung
- 100.Khuzdar
- 101.Awaran
- 102.Kharan
- 103.Lasbela
- 104.Kech
- 105.Gwadar
- 106.Panjgur

### Federalt administrerade stamområden(F.A.T.A.)
- 1.Bajaur Agency
- 2.Khyber Agency
- 3.Mohmand Agency
- 4.Kurram Agency
- 5.North Waziristan Agency
- 6.Sourth Waziristan Agency
- 7.Orakzai Agency

### Stamområden, Frontier Regions (FR)

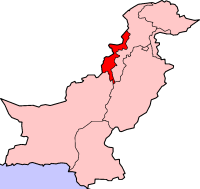
Stamområden.

- 8.RF Kohat
- 9.RF Peshawar
- 10.RF Tank
- 11.RF D.I. Khan
- 12.RF Bannu
- 13.RF Lakki Marwat

### Azad Kashmir
- 1.Bhimber
- 2.Mirpur
- 3.Sudhnoti
- 4.Poonch
- 5.Muzaffarabad
- 6.Bagh
- 7.Kotli

### Norra området

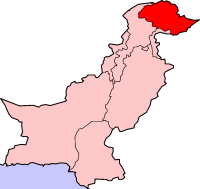
Norra området.

Norra området består sju distrikt i två divisioner:
- Baltistan
  - Ghanche
  - Skardu]
- Gilgit
  - Astore
  - Diamir
  - Ghizer
  - Gilgit
  - Hunza-Nagar